# Francisco Ignacio San Román
Francisco Ignacio San Román Martín es un ex ciclista profesional español. Nació en Ávila (Castilla y León) el 4 de septiembre de 1966. Fue profesional entre 1990 y 1993 ininterrumpidamente.
Es uno de los productos de la cantera de ciclistas de la Fundación Provincial Deportiva Víctor Sastre, sita en Navaluenga (provincia de Ávila).
Su labor siempre era la de gregario de los diferentes jefes de filas que tuvo (Miguel Induráin o Pedro Delgado). Siempre se sacrificaba por el equipo, circunstancia que provocó que no consiguiera victorias.
Su única victoria se produjo cuando aún era ciclista amateur en la Vuelta a Navarra de 1989. Con su actividad diaria de ciclismo es un corredor nato

## Palmarés
- 1.º en Clasificación General Final Vuelta a Navarra, España 1989
- 3.º en Clasificación General Final Vuelta al Bidasoa, España 1989
- 10.º en Clasificación General Final Vuelta a Andalucía, España 1990
- 1.º en 3.ª etapa Circuito Merindades, España 1992
- 2.º en 5.ª etapa Etoile de Bessèges, Bessèges (Languedoc-Roussillon), Francia 1993
- Ganador Carrera del Pavo, Colmenar Viejo (Madrid 2016)

## Equipos
- Banesto (1990-1992)
- Bikesupport Colmenar (2016-Actualidad)

## Apodos
- Mr. Strava
- El Ardilla
- Sr. Rancajales
- The Mecanic

- Datos: Q11261297